# Gordy Morgan

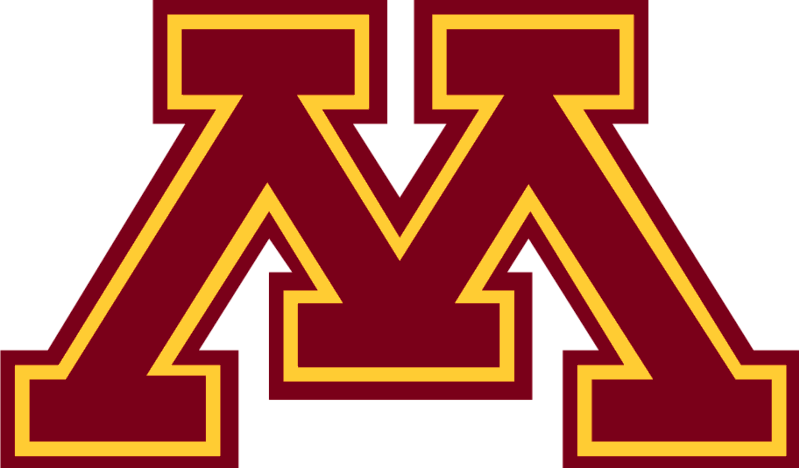
Zawodnik Minnesota Golden Gophers

Gordy Morgan (ur. 12 sierpnia 1966) – amerykański zapaśnik w stylu klasycznym. Występował na Igrzyskach w Atlancie w 1996 w wadze do 74 kg, gdzie zajął 9. miejsce. Brązowy medalista Igrzysk Panamerykańskich w 1995 i Mistrzostw Panamerykańskich w 1994. Drugie miejsce w Pucharze Świata w 1991 i czwarty w 1989, 1990 i 1994 roku.
Pochodzi z wielodzietnej rodziny. Pięciu jego braci było aktywnymi sportowcami. Starszy John Morgan startował w turnieju zapaśniczym na Igrzyskach w Seulu 1988 a młodszy Marty Morgan brał udział w Mistrzostwach Świata w 1993 i 1995. Trzech starszych braci było zawodowymi bokserami, a ojciec i wujek zawodowymi zapaśnikami w latach 50..
Zawodnik Bloomington Kennedy High School i University of Minnesota. All-American w NCAA Division I w 1989, gdzie zajął ósme miejsce.